# Gloria Martín
Gloria Martín Gómez (Madrid, 21 de marzo de 1945) es una cantante de la nueva canción, escritora y docente hispano-venezolana.

## Biografía
Su infancia transcurrió en España y emigró a Venezuela  con su madre a la edad 7 años. A la edad de 16 años terminó sus estudios básicos y se matriculó en la Universidad Central de Venezuela en la carrera de filosofía y letras. Es licenciada en Artes y posee un doctorado en historia de la cultura.
Su carrera como cantautora empezó en 1969. Se presentó en diversos festivales de América del Sur y realizó su primera grabación en disco en 1971.
Miembro activo de lo que se conoció en los años sesenta y setenta como el movimiento de la Nueva Canción, compartió escenarios con figuras señeras de dicho movimiento como Joan Manuel Serrat y Víctor Jara, entre otros. Es la autora de la canción “Cuanto Trabajo” que popularizó Mercedes Sosa. Fundó junto a Alí Primera la cooperativa de artistas “Cigarrón”.
A partir de 1977, ingresó como docente a la Universidad Central de Venezuela lo que estuvo aparejado a un retiro del ámbito artístico hasta el año 1985, cuando retornó como intérprete y escritora.
En la década de los setenta y ochenta militó clandestinamente en el Partido de la Revolución Venezolana o PRV, cercana a Douglas Bravo, siendo articulista de la revista Ruptura Continental, órgano divulgativo del Movimiento Político Ruptura. Este movimiento inicialmente fue fachada legal del PRV y posteriormente se convirtió en un movimiento de coalición al legalizarse el PRV en la década de los ochenta. Interpretó el tema "Bandoleros", producto de la creación colectiva de los presos políticos del Cuartel San Carlos. La "Cantata a Fabricio Ojeda" mezcla de música, poesía y teatro, es un homenaje descarnado al combatiente guerrillero asesinado. El 23 de enero de 2017 Martin interpretó algunos fragmentos de la obra durante el traslado de los restos de Fabricio Ojeda al Panteón Nacional.

## Discografía
- Me hace falta / Así que fácil es... - Sencillo 1970
- Si se calla el cantor (1973) (con Mercedes Sosa, concierto en vivo)(LP)
- Mi riqueza es La Alegría (1974)(LP)
- Para este país. Cantos de lucha de Venezuela (1976)(LP)
- Cantata a Fabricio Ojeda (1976)(LP)
- Volverán (1977) (LP)

## Publicaciones
- Versos de un o sea no pacífico (1985),
- De los hechizos de Merlín a la píldora anticognitiva (1995)
- Pensamientos de Simón Rodríguez (1995)
- El perfume de una época (1998)
- Metódica y melódica de la animación cultural (reeditado en 2005 por Fundarte)